# Final de la Liga Venezolana de Béisbol Profesional 2015-16
La Final de la Liga Venezolana de Béisbol Profesional 2015-16, conocida popularmente como el «clásico de enero», se disputó entre los Navegantes del Magallanes y los Tigres de Aragua del 22 hasta el 28 de enero, resultando campeones los Tigres de Aragua en seis juegos.
Fue la cuarta edición en la que Magallanes y Aragua se enfrentan en un Clásico de Enero, una serie que está a favor de los aragüeños con tres triunfos. Aragua se llevó las finales de las temporadas 1974-75, 2006-07 y 2015-16, mientras que Magallanes logró titularse campeón en la 2001-02. La rivalidad entre Magallanes y Aragua es conocida como la de la Autopista Regional del Centro, dado que dicha autopista conecta a las ciudades de Valencia y Maracay, ciudades sedes de ambos equipos respectivamente.
Los Navegantes del Magallanes disputaron su cuarta final consecutiva, racha que empezó desde la temporada 2012-13. La nave debió vencer a su máximo rival Leones del Caracas en seis juegos para así ganar en siete juegos a los Caribes de Anzoátegui y lograr su pase a la final.
Por su parte, los Tigres de Aragua volvieron a una final desde que se coronaran campeones en la temporada 2011-12. Los felinos debieron vencer en siete juegos a los Bravos de Margarita, y en la misma cantidad de juegos a los Tiburones de La Guaira para acceder a la fase final. Es de hacer notar que fue la primera corona para los bengalíes bajo el mando de un criollo (Eduardo Pérez).

## Postemporada
|  | Primera semifinal | Primera semifinal | Primera semifinal |            |         | Segunda semifinal | Segunda semifinal | Segunda semifinal |  |        | Final  | Final | Final |  |
|  |                   |                   |                   |            |         |                   |                   |                   |  |        |        |       |       |  |
|  |                   |                   |                   |            |         |                   |                   |                   |  |        |        |       |       |  |
|  | Bravos            | Bravos            | 3                 |            |         |                   |                   |                   |  |        |        |       |       |  |
|  | Bravos            | Bravos            | 3                 |            |         |                   |                   |                   |  |        |        |       |       |  |
|  | Tigres            | Tigres            | 4                 |            |         |                   |                   |                   |  |        |        |       |       |  |
|  | Tigres            | Tigres            | 4                 |            | Tigres  | Tigres            | 4                 |                   |  |        |        |       |       |  |
|  |                   |                   |                   |            | Tigres  | Tigres            | 4                 |                   |  |        |        |       |       |  |
|  |                   |                   | Tiburones         | Tiburones  | 3       |                   |                   |                   |  |        |        |       |       |  |
|  | Caribes           | Caribes           | Tiburones         | Tiburones  | 3       | 2                 |                   |                   |  |        |        |       |       |  |
|  | Caribes           | Caribes           |                   |            |         |                   |                   |                   |  |        |        |       |       |  |
|  | Tiburones         | Tiburones         | 4                 |            |         |                   |                   |                   |  |        |        |       |       |  |
|  | Tiburones         | Tiburones         | 4                 |            |         |                   |                   |                   |  | Tigres | Tigres | 4     |       |  |
|  |                   |                   |                   |            |         |                   |                   |                   |  | Tigres | Tigres | 4     |       |  |
|  |                   |                   | Navegantes        | Navegantes | 2       |                   |                   |                   |  |        |        |       |       |  |
|  | Caribes (Comodín) | Caribes (Comodín) | Navegantes        | Navegantes | 2       | 1                 |                   |                   |  |        |        |       |       |  |
|  | Caribes (Comodín) | Caribes (Comodín) |                   |            |         |                   |                   |                   |  |        |        |       |       |  |
|  | Bravos            | Bravos            | 0                 |            |         |                   |                   |                   |  |        |        |       |       |  |
|  | Bravos            | Bravos            | 0                 |            | Caribes | Caribes           | 3                 |                   |  |        |        |       |       |  |
|  |                   |                   |                   |            | Caribes | Caribes           | 3                 |                   |  |        |        |       |       |  |
|  |                   |                   | Navegantes        | Navegantes | 4       |                   |                   |                   |  |        |        |       |       |  |
|  | Leones            | Leones            | Navegantes        | Navegantes | 4       | 2                 |                   |                   |  |        |        |       |       |  |
|  | Leones            | Leones            |                   |            |         |                   |                   |                   |  |        |        |       |       |  |
|  | Navegantes        | Navegantes        | 4                 |            |         |                   |                   |                   |  |        |        |       |       |  |
|  | Navegantes        | Navegantes        | 4                 |            |         |                   |                   |                   |  |        |        |       |       |  |
|  |                   |                   |                   |            |         |                   |                   |                   |  |        |        |       |       |  |

| Bandera del estado Aragua           |
| Campeón Tigres de Aragua 10° título |
|                                     |

## Rosters
|    | Lanzadores          |                      |    |     |
| #  | Ángel Castro        | República Dominicana | 33 | D/D |
| #  | Edgar García        | República Dominicana | 28 | D/D |
| #  | Edgar González      | México               | 32 | D/D |
| #  | Gregory Infante     | Venezuela            | 28 | D/D |
| #  | José Martínez       | Venezuela            | 19 | D/D |
| #  | Adrián Salcedo      | República Dominicana | 24 | D/D |
| 22 | Deolis Guerra       | Venezuela            | 26 | D/D |
| 27 | Carlos E. Hernández | Venezuela            | 35 | A/I |
| 29 | José Flores         | Venezuela            | 26 | D/D |
| 34 | Pedro Hernández     | Venezuela            | 26 | I/I |
| 36 | Ramón Ortiz         | República Dominicana | 42 | D/D |
| 41 | Greyfer Eregua      | Venezuela            | 22 | D/D |
| 43 | David Martínez      | Venezuela            | 28 | D/D |
| 50 | José Mijares        | Venezuela            | 31 | I/I |
| 53 | Orlando Lara        | México               | 30 | I/I |
| 62 | Enyelbert Soto      | Venezuela            | 33 | I/I |
| 63 | Jean Machí          | Venezuela            | 33 | D/D |
| 72 | Joely Rodríguez     | República Dominicana | 24 | I/I |
| 76 | Héctor Nelo         | Venezuela            | 29 | D/D |
| 82 | Jesús Sánchez       | Venezuela            | 28 | D/D |
| 85 | Hassan Pena         | Cuba                 | 30 | D/D |
| 89 | Willy Paredes       | República Dominicana | 26 | D/D |
| 95 | Luis Martínez       | Venezuela            | 30 | D/D |
| 97 | Mitch Lively        | Estados Unidos       | 30 | D/D |
| 98 | Miguel Chalas       | República Dominicana | 23 | D/D |
|    | Receptores          |                      |    |     |
| #  | Gustavo Molina      | Venezuela            | 33 | D/D |
| 26 | Juan Apodaca        | Venezuela            | 29 | D/D |
| 38 | Jesús Sucre         | Venezuela            | 27 | D/D |
| 71 | Jackson Valera      | Venezuela            | 23 | D/D |
|    | Infielders          |                      |    |     |
| #  | Luis Arraez         | Venezuela            | 18 | I/D |
| 5  | Ronny Cedeño        | Venezuela            | 32 | D/D |
| 6  | José G. Martínez    | Venezuela            | 29 | D/D |
| 18 | Mario Lisson        | Venezuela            | 31 | D/D |
| 19 | Luis Rodríguez      | Venezuela            | 35 | A/D |
| 42 | Luis Domoromo       | Venezuela            | 23 | I/I |
| 64 | Víctor Velásquez    | Venezuela            | 20 | D/D |
| 65 | Jairo Pérez         | Venezuela            | 27 | D/D |
| 70 | Abel Hernández      | Venezuela            | 30 | D/D |
|    | Outfielders         |                      |    |     |
| 7  | Ezequiel Carrera    | Venezuela            | 28 | I/I |
| 17 | Álex Romero         | Venezuela            | 32 | I/D |
| 24 | Frank Díaz          | Venezuela            | 32 | D/D |
| 37 | Renny Osuna         | Venezuela            | 30 | D/D |
| 75 | Alberth Martínez    | Venezuela            | 24 | D/D |
| 81 | Félix Pérez         | Cuba                 | 31 | I/I |
| 84 | Adonis García       | Cuba                 | 30 | D/D |
|    | Mánager             |                      |    |     |
|    | Carlos García       |                      |    |     |

|    | Lanzadores          |                      |    |     |
| #  | Brent Suter         | Estados Unidos       | 26 | I/I |
| #  | Johan Yan           | República Dominicana | 27 | D/D |
| 22 | Robert Zarate       | Venezuela            | 28 | D/D |
| 32 | Renee Cortez        | Venezuela            | 33 | D/D |
| 34 | Freddy García       | Venezuela            | 39 | D/D |
| 44 | Jorge Rondón        | Venezuela            | 27 | D/D |
| 48 | Austin Bibens-Dirkx | Estados Unidos       | 30 | D/D |
| 49 | Darin Downs         | Estados Unidos       | 31 | D/I |
| 52 | Gumercindo González | Venezuela            | 25 | I/I |
| 53 | Eduardo Sánchez     | Venezuela            | 26 | D/D |
| 54 | Ronald Belisario    | Venezuela            | 33 | D/D |
| 55 | Edgar Ibarra        | Venezuela            | 26 | I/I |
| 56 | Sergio Pérez        | Estados Unidos       | 31 | D/D |
| 60 | Tony Peña, Jr.      | República Dominicana | 34 | D/D |
| 67 | Wilfredo Ledezma    | Venezuela            | 35 | I/I |
| 69 | Marcus Walden       | Estados Unidos       | 27 | D/D |
| 70 | José Ortega         | Venezuela            | 27 | D/D |
| 71 | Jean Granado        | Venezuela            | 33 | I/I |
| 76 | Patrick Mincey      | Estados Unidos       | 26 | D/D |
| 80 | Iván Hernández      | Venezuela            | 24 | D/D |
|    | Receptores          |                      |    |     |
| 3  | Sandy Leon          | Venezuela            | 26 | A/D |
| 36 | Josmill Pinto       | Venezuela            | 26 | D/D |
| 41 | Guillermo Quiroz    | Venezuela            | 34 | D/D |
| 77 | Jairo Rodríguez     | Venezuela            | 27 | D/D |
|    | Infielders          |                      |    |     |
| #  | Carlos Sánchez      | Venezuela            | 26 | D/D |
| 4  | Alex Nuñez          | Venezuela            | 34 | I/D |
| 5  | Eduardo Escobar     | Venezuela            | 27 | A/D |
| 6  | Alberto Callaspo    | Venezuela            | 32 | A/D |
| 8  | Luis Ugueto         | Venezuela            | 36 | A/D |
| 10 | Ildemaro Vargas     | Venezuela            | 24 | A/D |
| 15 | Hernán Pérez        | Venezuela            | 24 | D/D |
| 16 | José Zambrano       | Venezuela            | 22 | A/D |
| 29 | Carlos Rivero       | Venezuela            | 27 | D/D |
| 33 | Juniel Querecuto    | Venezuela            | 23 | A/D |
| 35 | Jorge Vásquez       | México               | 33 | D/D |
|    | Outfielders         |                      |    |     |
| #  | Gustavo Martínez    | Venezuela            | 22 | D/D |
| 7  | Teodoro Martínez    | Venezuela            | 23 | D/D |
| 28 | Wuilmer Becerra     | Venezuela            | 21 | D/D |
| 37 | Herlis Rodríguez    | Venezuela            | 21 | I/I |
| 46 | Dariel Álvarez      | Cuba                 | 27 | D/D |
| 46 | José Constanza      | República Dominicana | 32 | I/I |
| 57 | Francisco Caraballo | Venezuela            | 32 | D/D |
| 61 | Alfredo Marte       | República Dominicana | 26 | D/D |
| 66 | Jesús Arredondo     | México               | 24 | I/D |
|    | Mánager             |                      |    |     |
|    | Eduardo Pérez       |                      |    |     |

## Desarrollo

### Juego 1
| Equipo     | 1 | 2 | 3 | 4 | 5 | 6 | 7 | 8 | 9 | C  | H  | E |
| ---------- | - | - | - | - | - | - | - | - | - | -- | -- | - |
| Tigres     | 0 | 0 | 0 | 2 | 1 | 0 | 0 | 0 | 0 | 3  | 7  | 1 |
| Navegantes | 2 | 0 | 2 | 0 | 5 | 1 | 0 | 4 | X | 14 | 16 | 1 |

LG: José Mijares (1-0)  LP: Austin Bibens-Dirkx (0-1)  
HRs:  TIG – Alfredo Marte (1)  NAV – Frank Díaz (1); Félix Pérez (1); Jairo Pérez (1)
- Box score
- Árbitros: HP: Jairo Martínez; 1B: Jorge Terán; 2B: Carlos Torres; 3B: Derek Mollica; LF: Robert Moreno; RF: David Arrieta.
- Asistencia: 14 531 espectadores.
- Duración: 3 h 53 m

### Juego 2
| Equipo     | 1 | 2 | 3 | 4 | 5 | 6 | 7 | 8 | 9 | 10 | C | H  | E |
| ---------- | - | - | - | - | - | - | - | - | - | -- | - | -- | - |
| Tigres     | 0 | 0 | 0 | 0 | 0 | 4 | 0 | 0 | 0 | 0  | 4 | 8  | 0 |
| Navegantes | 1 | 0 | 2 | 0 | 0 | 0 | 0 | 1 | 0 | 1  | 5 | 12 | 0 |

LG: Deolis Guerra (1-0)  LP: Ronald Belisario (0-1)  
HRs:  TIG – Jorge Vásquez (1)
- Box score
- Árbitros: HP: Bryan Fields; 1B: Carlos Torres; 2B: Derek Mollica; 3B: Robert Moreno; LF: David Arrieta; RF:José Nava.
- Asistencia: 16 510 espectadores.
- Duración: 4 h 12 m

### Juego 3
| Equipo     | 1 | 2 | 3 | 4 | 5 | 6 | 7 | 8 | 9 | 10 | 11 | 12 | C | H  | E |
| ---------- | - | - | - | - | - | - | - | - | - | -- | -- | -- | - | -- | - |
| Navegantes | 0 | 0 | 0 | 0 | 2 | 0 | 1 | 0 | 1 | 0  | 0  | 0  | 4 | 8  | 1 |
| Tigres     | 0 | 1 | 0 | 0 | 0 | 0 | 0 | 0 | 3 | 0  | 0  | 1  | 5 | 12 | 0 |

LG: Ronald Belisario (1-1)  LP: Gabriel Alfaro (0-1)  
HRs:  TIG – Alfredo Marte (1)
- Box score
- Árbitros: HP: Jonathan Parra; 1B: Derek Mollica; 2B: Robert Moreno; 3B: David Arrieta; LF: Edwin Moscoso; RF: Jairo Martínez.
- Asistencia: 9 641 espectadores.
- Duración: 4 h 49 m

### Juego 4
| Equipo     | 1 | 2 | 3 | 4 | 5 | 6 | 7 | 8 | 9 | C | H | E |
| ---------- | - | - | - | - | - | - | - | - | - | - | - | - |
| Navegantes | 0 | 1 | 0 | 0 | 0 | 0 | 0 | 1 | 0 | 2 | 7 | 2 |
| Tigres     | 3 | 0 | 0 | 1 | 0 | 0 | 2 | 0 | X | 6 | 8 | 1 |

LG: José Oyervides (1-0)  LP: Orlando Lara (0-1)  
HRs:  NAV – Jairo Pérez (1)  TIG – Carlos Sánchez (1)
- Box score
- Árbitros: HP: Jorge Terán; 1B: Roberto Moreno; 2B: David Arrieta; 3B: Jairo Martínez; LF: Bryan Fields; RF: José Navas.
- Asistencia: 9 661 espectadores.
- Duración: 3 h 17 m

### Juego 5
| Equipo     | 1 | 2 | 3 | 4 | 5 | 6 | 7 | 8 | 9 | C | H  | E |
| ---------- | - | - | - | - | - | - | - | - | - | - | -- | - |
| Navegantes | 0 | 1 | 0 | 0 | 0 | 0 | 0 | 0 | 0 | 1 | 7  | 1 |
| Tigres     | 0 | 1 | 2 | 2 | 0 | 0 | 0 | 1 | X | 6 | 11 | 1 |

LG: Austin Bibens-Dirkx (1-1)  LP: Joely Rodríguez (1-1)  

- Box score
- Árbitros: HP: Carlos Torres; 1B: David Arrieta; 2B: Jairo Martínez; 3B: Bryan Fields; LF: Jonathan Parra; RF: Edwin Moscoso.
- Asistencia: 9 971 espectadores.
- Duración: 3 h 15 m

### Juego 6
| Equipo     | 1 | 2 | 3 | 4 | 5 | 6 | 7 | 8 | 9 | C | H  | E |
| ---------- | - | - | - | - | - | - | - | - | - | - | -- | - |
| Tigres     | 2 | 1 | 0 | 0 | 0 | 0 | 3 | 0 | 2 | 8 | 14 | 1 |
| Navegantes | 0 | 0 | 0 | 0 | 1 | 1 | 0 | 0 | 0 | 2 | 8  | 0 |

LG: Tony Peña, Jr. (1-0)  LP: Édgar González (0-1)  
HRs:  TIG – Alfredo Marte (1); Carlos Sánchez (1)
- Box score
- Árbitros: HP: Derek Mollica; 1B: Jairo Martínez; 2B: Bryan Fields; 3B: Jonathan Parra; LF: Jorge Terán; RF: José Navas.
- Asistencia: 15 228 espectadores.
- Duración: 3 h 46 m